# Vioolroggen
De vioolroggen (Rhinobatidae) zijn een familie van roggen uit de orde Rhinopristiformes die voorkomen in tropische en subtropische wateren.

## Geslachten
- Acroteriobatus Giltay, 1928 (8 soorten)[4]
- Pseudobatos Séret & Naylor, 2016 (8 soorten)[5]
- Rhinobatos Linck, 1790 (20 soorten)[6]
- Tarsistes Jordan, 1919 (1 soort)[7]

### Voormalige indeling
Deze familie omvatte voorheen ook de volgende families als onderfamilies, die nadien zijn afgesplitst tot een eigen familie:
- Trygonorrhinidae
  - Aptychotrema Norman, 1926[8]
  - Trygonorrhina Müller & Henle, 1838[9]
  - Zapteryx Jordan & Gilbert, 1880[10]
- Glaucostegidae
  - Glaucostegus Bonaparte, 1846[11]
- Platyrhinidae
  - Platyrhina Müller & Henle, 1838[12]
  - Platyrhinoidis Garman, 1881[13]
  - Zanobatus Garman, 1913[14]
- Rhinidae
  - Rhina Bloch & Schneider, 1801[15]
  - Rhynchobatus Müller & Henle, 1837[16]